# Бубенчик Іван Петрович
Іва́н Петро́вич Бубе́нчик (* 18 квітня 1969, Львів, Українська РСР) — активіст Євромайдану, учасник війни на сході України.

## Життєпис
У 1976—1984 р. навчався в середній загальноосвітній школі № 73 м. Львова.
У 1984—1987 р. навчався в Львівському вищому професійно-технічному училищі № 33 (зараз — Львівське вище професійне політехнічне училище), де отримав спеціальність слюсаря по ремонту автомобілів.
В мирний час проживає у місті Львів.
У 1987 році був призваний до Збройних сил СРСР, пройшов школу військової розвідки, яка знаходилася на території навчального центру «Десна». Під час вірмено-азербайджанського конфлікту декілька місяців перебував в Нагірному Карабаху.
Під час кривавих подій на Майдані 20 лютого 2014 року, за словами Івана Бубенчика, його дії змусили тікати силовиків. Він за допомогою зброї, яку принесла інша особа, стріляючи по ногах силовиків посіяв серед них паніку, створюючи ефект, ніби у мітингувальників є багато тактичної зброї. Цим подіям присвячено фільм української студії громадянського кіно BABYLON'13 під назвою «Бранці» [Архівовано 3 лютого 2016 у Wayback Machine.].
З перших днів війни Іван Бубенчик вступив як доброволець у батальйон «Дніпро-1», згодом став рядовим Міністерства внутрішніх справ України.
В липні 2014 брав участь у розвідці боєм під селом Карлівка. Операція проводилась за наказом командира 93-ї окремої механізованої бригади (ЗСУ) та під керівництвом полковника Володимира Івановича Шилова. Перед військовослужбовцями з 5-ї роти батальйону «Дніпро-1» та відділенням розвідки 93-ї бригади поставили завдання провести розвідку боєм полів і посадок по ліву сторону траси Карлівка — Донецьк. У операції взяло участь до 30 людей, техніку надала 93 бригада. Розвідку боєм провели успішно.
30 серпня 2015 року проросійські терористи намагалися взяти штурмом селище Піски, українські військовики успішно відбили атаку, однак від вибуху міни загинув Анатолій Митник, а Іван Бубенчик був поранений. Осколок вцілив у ребро, до серця не дійшов. Бубенчик проходив лікування в Дніпропетровському госпіталі.
У січні 2015 року колишній заступник командира 5-ї роти батальйону «Дніпро-1» Іван Бубенчик від волонтерів Зимної Води приймав три броньованих автомобілі Volkswagen LT45, на яких мали вивозити поранених «кіборгів» з Донецького аеропорту.
У листопаді 2015 року Іван Бубенчик став командиром батальйону «Захід-2», і його керівництво батальйоном підтримали комбат Чесний та Рада комбатів.
У лютому 2016 року на відео і в інтерв'ю онлайн-виданню повідомляв, що під час Майдану ним було вбито двох командирів «Беркута». У зв'язку з цим ним зацікавилося ГПУ, але за словами Сергія Горбатюка, який очолює управління спеціальних розслідувань у ГПУ, Іван Бубенчик і раніше фігурував у справі про вбивства на Майдані, однак висунути йому підозру у вбивствах неможливо, тому що всі особи, які були причетні до будь-яких злочинів проти правоохоронців під час Майдану підпадають під амністію, справи стосовно них мають бути закриті, вони не можуть бути затримані, їм не може бути повідомлено про підозру. Потім від своїх слів в інтерв'ю про вбивства силовиків він відмовився.

## Нагороди
За особисту мужність і героїзм, виявлені у захисті державного суверенітету та територіальної цілісності України, вірність військовій присязі під час російсько-української війни, нагороджений:
- орденом «За мужність» III ступеня (19.12.2014) (22.1.2015);
- орденом «За оборону країни»;

Також відзначений приватною нагородою «Народний Герой України».

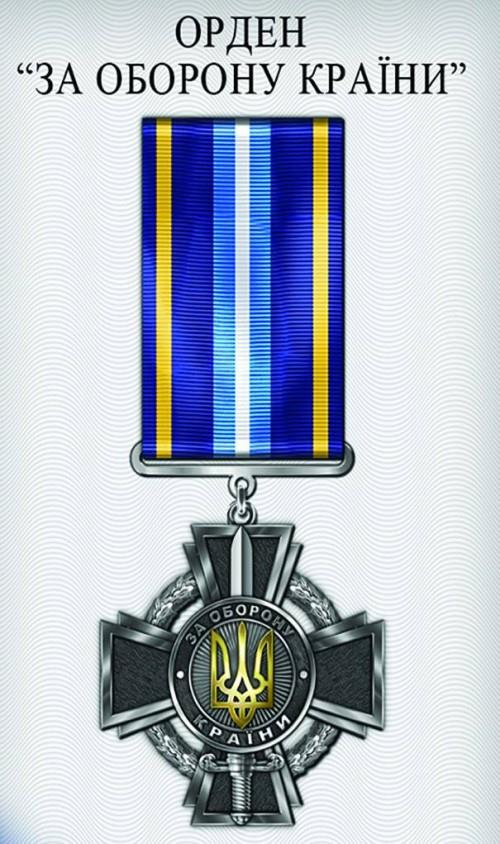
Орден «За оборону країни»